# Championnat de Somalie de football 2023-2024
Navigation
Edition précédente Edition suivante
La saison 2023-2024 du Championnat de Somalie de football est la 50e édition du championnat de première division nationale. Les douze clubs engagés sont regroupés au sein d'une poule unique où ils s'affrontent à deux reprises au cours de la saison. À l'issue du championnat, les deux derniers du classement sont relégués et remplacés par les deux meilleurs clubs de deuxième division.
Le Gaadiidka FC est le tenant du titre, le championnat reprend le format privilégié par la CAF, les trois équipes ayant déclarés forfait lors de la saison passée sont réintégrées, le championnat passe ainsi à 12 équipes.
Dekedaha Football Club remporte son sixième titre de champion en fin de saison.

## Participants
- Mogadiscio City Club
- Horseed Football Club
- Heegan Football Club
- Dekedaha Football Club
- Gaadiidka FC
- Sahafi Hotel
- FC  Badbaado
- Elman Football Club
- Jazeera SC est renommé KIGS SC
- Midnimo FC - réadmis
- Raadsan FC - réadmis
- Jeenyo United FC - réadmis

## Compétition

### Classement
Le classement est établi sur le barème de points classique (victoire à 3 points, match nul à 1, défaite à 0). Pour départager les égalités, on tient d'abord compte de la différence de buts générale, puis du nombre de buts marqués, puis des confrontations directes.
| Rang | Équipe                 | Pts | J  | G  | N | P  | Bp | Bc | Diff |
| ---- | ---------------------- | --- | -- | -- | - | -- | -- | -- | ---- |
| 1    | Dekedaha Football Club | 52  | 22 | 15 | 7 | 0  | 48 | 13 | +35  |
| 2    | Horseed Football Club  | 44  | 22 | 13 | 5 | 4  | 35 | 16 | +19  |
| 3    | Mogadiscio City Club   | 43  | 22 | 12 | 7 | 3  | 39 | 16 | +23  |
| 4    | Elman Football Club    | 38  | 22 | 10 | 8 | 4  | 36 | 22 | +14  |
| 5    | Gaadiidka FC T         | 36  | 22 | 10 | 6 | 6  | 42 | 30 | +12  |
| 6    | Heegan Football Club   | 33  | 22 | 9  | 6 | 7  | 38 | 26 | +12  |
| 7    | Jeenyo FC              | 31  | 22 | 8  | 7 | 7  | 26 | 32 | -6   |
| 8    | Raadsan SC             | 23  | 22 | 6  | 5 | 11 | 29 | 42 | -13  |
| 9    | KIGS SC                | 18  | 22 | 4  | 6 | 12 | 30 | 40 | -10  |
| 10   | FC Badbaado            | 17  | 22 | 4  | 5 | 13 | 26 | 47 | -21  |
| 11   | Midnimo FC             | 16  | 22 | 4  | 4 | 14 | 31 | 47 | -16  |
| 12   | Sahafi Hotel           | 11  | 22 | 3  | 2 | 17 | 20 | 69 | -49  |

|  | Qualification pour la Ligue des champions de la CAF 2024-2025                         |
|  | Qualification pour la Coupe de la confédération 2024-2025                             |
|  | Relégation directe en Second Division                                                 |
|  | T : Tenant du titre C : Vainqueur de la Coupe de Somalie P : Promu de Second Division |

## Bilan de la saison
| Championnat de Somalie de football 2023-2024 |                                   |
| Champion                                     | Dekedaha Football Club (6e titre) |
| Qualifications continentales                 |                                   |
| Ligue des champions de la CAF 2024-2025      | Dekedaha Football Club            |
| Coupe de la confédération 2024-2025          | Horseed Football Club             |
| Promotions et relégations                    |                                   |
| Promus en Premier League                     |                                   |
| Relégués en Second Division                  |                                   |